# 220 î.Hr.

## Decese
- dată necunoscută: Filon din Bizanț  (n. 280 î.Hr.)
- dată necunoscută: Conon din Samos astronom și matematician din Grecia antică (n. 280 î.Hr.)